# دارل بریت گیبسون
دارل بریت گیبسون (انگلیسی: Darrell Britt-Gibson؛ زادهٔ ۴ اوت ۱۹۸۶) بازیگر اهل ایالات متحده آمریکا است. وی از سال ۲۰۰۶ میلادی تاکنون مشغول فعالیت بوده‌است.
از فیلم‌ها یا برنامه‌های تلویزیونی که وی در آن نقش داشته‌است می‌توان به زنان قرن بیستم، سه بیلبورد بیرون از ابینگ، میزوری، خیابان ترس ۲، جاده ابریشم، یهودا و مسیح سیاه، و این شهر مال ماست اشاره کرد.